# The Ant Bully
The Ant Bully (Ant Bully: Las aventuras de Lucas en Hispanoamérica, Ant Bully: Bienvenido al hormiguero en España), es una película animada por computadora del 2006, dirigida por John A. Davis y producida por Warner Bros. Pictures
y Legendary Pictures.
Está basada en los libros de The Ant Bully, escrito por John Nickle

## Argumento
Un chico tímido de 10 años llamado Lucas Nickle, que se acaba de mudar a un nuevo barrio, no tiene amigos, por lo que es el objetivo de todos los matones locales. 
Un día, sus padres van a ir de luna de miel a Puerto Vallarta, así que están demasiado ocupados como para atender todos sus problemas. Su hermana está distraída con su teléfono móvil, y su abuela (Mommo) está obsesionada con los ovnis y los alienígenas. Como Lucas no puede luchar contra los matones, siempre ataca al hormiguero que hay en su jardín frontal. Les da patadas, las pisa y las inunda con su pistola de agua. Esto aterroriza a las hormigas, quienes le llaman «Maní el Destructor» después de que escucharon a su mamá decirle «Maní» por cariño. 
Una hormiga mago llamada Zoc (Nicolas Cage) intenta fabricar una poción que solucionará todos sus problemas. Su novia, una hormiga nodriza de nombre Hova (Julia Roberts) no está de acuerdo con Zoc en que atacar a Lucas sea una buena idea, pero aun así, le ayuda a fabricar la poción. Hova cree que se podría razonar con Lucas, aunque Lucas sea mucho más grande que ella, y no puede oírla. 
Después de que los padres de Lucas se marchan, Zoc logra una poción para empequeñecer a Lucas hasta convertirlo en hormiga. Mientras Lucas duerme, las hormigas aprovechan a tirarle una gota de la poción en su oreja, reduciéndole su tamaño. Lo capturan y discuten comérselo pero Hova se ofrece a entrenarlo y enseñarle sus costumbres para que se convierta en hormiga, aunque Zoc no confía en él. Al día siguiente Lucas comienza su entrenamiento haciendo un equipo de hormigas para recoger rocas dulces pero en una parte en un problema de que se tenía que trepar cosa que viene siendo de hormigas pero Lucas no, fracasa en el entrenamiento, ese momento varias avispas atacan a la colonia pero Lucas consigue encender un fuego artificial causando una mini explosión haciendo que las avispas se fueran, haciendo que Lucas se convirtiera en un héroe de todas las hormiga haciendo que el odio de varias hormigas que tenían en él se disipara excepto Zoc que no cree eso diciendo que solamente lo hizo para salvarse a sí mismo. 
Después de una cena de néctar, Hova junto con Fugax y Kreela le enseñan a Lucas un dibujo acerca de la hormiga madre de que es la hormiga quien creó todas las colonias y se dice que ella volverá y que cuando eso pase lloveran desde el cielo varias bolas de néctar haciendo que las hormigas dejaran de pasar hambre, en ese momento Lucas le llamó la atención a un dibujo al quien las hormigas temen, lo llaman "El Escupe humo", Lucas reconoce este dibujo a un exterminador llamado Stan Beals a quien contrató para que se encargara de las hormigas quien ahora son sus amigos a exterminarlas, Lucas asustado va hacia su casa a cancelar su orden de exterminador acompañado por Hova, Fugax y Kreela quien solamente les llamó la atención debido a que Lucas dijo que su casa tiene varias rocas dulces, así entonces al llegar a la casa de Lucas, Lucas llega al teléfono de la casa e intenta llamar a Stan Beals pero por error Lucas solamente llamó a una pizzeria y Lucas diciendo palabras sin sentido de cancelar su orden, las personas de la pizzeria confunden la llamada por una broma y Lucas sin saber que no estuvo hablando con el exterminador cree que realmente había cancelado el contrato de exterminador, en ese momento la hermana de Lucas los ataca intentando aplastarlas sin saber que Lucas está entre las hormigas Hova, Fugax y Kreela pero Lucas y sus amigos consiguen escapar y regresan al hormiguero, en ese momento un Zoc preocupado sin saber donde esta Hova llega a ser sorprendido cuando ve que Hova llegó, sin embargo luego de que Fugax dijo acerca de las rocas dulces que dijo Lucas que estaba en su casa, Zoc charla un rato con Lucas y le enseña una poción que lo devolvería a su tamaño original diciéndole que nunca va a devolverlo a su tamaño diciendo que es un riesgo para toda la colonia y para Hova, Lucas escuchando esto huye asustado. 
Lucas llega a un estanque en el que estaba lleno de ranas, una rana persigue a Lucas, entre el también llega a perseguir a Hova, Fugax y Kreela quien se dieron cuenta de lo que hizo Zoc a Lucas, ahí llegan a un buzón en el que Hova, Fugax y Kreela no tenían problemas para trepar pero Lucas aun teniendo problemas de pensar como hormiga no consigue trepar y es tragado por la rana e introducido a su estómago con unos insectos que también estaban en el estómago entre ellas un escarabajo que estaba en el estanque con Lucas también y un gusano, mientras tanto en las afueras Zoc al ver como Lucas fue tragado por la rana más con una cara de tristeza que tenía Hova, Zoc decide dejar atrás su odio a Lucas e intenta salvarlo provocando la rana que se lo comiera, cosa que funcionó y luego estando dentro de su estómago con Lucas atacó con una raíz haciendo que la rana vomitara a Lucas, Zoc, el escarabajo y el gusano y un insecto que también estaba en la rana pero al segundo fue comido por otra rana, en una noche las hormigas y Lucas deciden descansar en un hongo, ahí Lucas y Zoc discuten sus diferencias, Zoc explica que las hormigas trabajan en beneficio de la colonia. Lucas afirma que la mayoría de los humanos trabajan para beneficio personal. Zoc no está seguro de cómo se consigue algo en el mundo de Lucas.
Al día siguiente, Fugax despierta primero y ve la hormiga madre cosa que les alegra a todos y Lucas sosprendido pero luego se dan cuenta de que no es ninguna hormiga madre si no el exterminador Stan Beals "El Escupe humo" quien usaba una hormiga como adorno para su camión, todas las hormigas están paralizados de miedo al verlo pero Lucas le da una idea de usar la poción de encoger de Zoc para detener a Stan Beals pero Zoc duda que funcionara debido a que el tamaño de Stan Beals es muy grande para alcanzarlo antes de que destruyera toda la colonia, en eso Lucas se le ocurre la idea pedir ayuda a las avispas para poder atacar al exterminador, por un momento la charla con el jefe de las avispas no salía bien pero luego de que una avispa llegara diciendo a su jefe que su nido está destruido y muriera, el jefe accede a ayudar a Lucas para detener al exterminador, así entonces varias hormigas encima de una avispa atacan al exterminador para así lanzar la poción de Zoc en el oído de Stan Beals pero desgraciadamente el plan no funciona porque Stan Beals usaba audífonos. Durante una batalla desigual con Stan Beals, Lucas salva la vida de Hova y una avispa derribada, tomando parte del consejo que le ha dicho una vez su maestra, de que las hormigas no abandonan a nadie, en ese momento cuando el veneno de Stan Beals alcanzaba a Lucas, ese momento Lucas consigue trepar en un buzón consiguiendo ponerse a salvo del humo venenoso para la alegría de Hova y Zoc, cuando Stan Beals está a punto de exterminar a la colina de hormigas, el escarabajo y el gusano que estaban en la rana se las arreglan para morderlo en los testículos. 
Cuando Stan Beals se duplica de dolor, Lucas lo inyecta con la poción encogedora con el aguijón de una avispa en el trasero, desfigurándolo y encogiéndolo, y es obligado a escapar en un triciclo de las avispas. La reina entonces pronuncia a Lucas una hormiga en honor de sus acciones heroicas llamándolo Rokai la hormiga. Zoc le da el antídoto. Lucas vuelve a su tamaño normal y finalmente se pone de pie ante el matón que lo molestaba haciendo que los niños que los tenía como secuaces se volvieran en contra de su jefe, los niños secuaces del matón se vuelven amigos de Lucas y lo invitan a jugar, Lucas accede a ir pero no sin antes de darle varias rocas dulces a sus amigas hormigas.

## Reparto
| Personaje        | Actor de voz original | Actor de doblaje latino | Actor de doblaje español |
| Humanos          | Humanos               | Humanos                 | Humanos                  |
| ---------------- | --------------------- | ----------------------- | ------------------------ |
| Lucas Nickle     | Zach Tyler Eisen      | Alejandro Orozco        | Xevi Masip               |
| Stan Beals       | Paul Giamatti         | Alfonso Obregón         | Toni Sevilla             |
| Doreen Nickle    | Cheri Oteri           | Erica Edwards           | Victòria Pagès           |
| Fred Nickle      | Larry Miller          | Herman López            | Javier Viñas             |
| Tiffany Nickle   | Allison Mack          | Karla Falcón            |                          |
| Abuela Mommo     | Lily Tomlin           | María Santander         | María Jesús Lleonart     |
| Steve            | Myles Jeffrey         | Diego Ángeles           |                          |
| Nicky            | Jake T. Austin        | Memo Aponte             |                          |
| Hormigas         |                       |                         |                          |
| Zoc              | Nicolas Cage          | Germán Fabregat         | Carlos di Blasi          |
| Hova             | Julia Roberts         | Cony Madera             | Mar Roca                 |
| Kreela           | Regina King           | Rebeca Patiño           | Anabel Alonso            |
| Fugax            | Bruce Campbell        | Sebastián Llapur        | Xavier Fernández         |
| La reina         | Meryl Streep          | Marcela Páez            | Carmen Maura             |
| Jefe del consejo | Ricardo Montalbán     | Jesse Conde             |                          |
| Insectos         |                       |                         |                          |
| Avispa líder     | Richard Green         | Carlos Segundo          | Rafael Parra             |
| Escarabajo       | Rob Paulsen           | Ernesto Lezama          |                          |
| Gusano           | Scott Bullock         | José Lavat              |                          |
| Spindle          | Frank Welker          | Elsa Covián             |                          |
| Mosca            | Mark DeCarlo          | Salvador Nájar          |                          |

## Producción
Hanks originalmente concibió la idea de una adaptación cinematográfica animada después de leer el libro con su hijo. Luego envió una copia a Davis debido al trabajo de Davis en la película animada por computadora  Jimmy Neutron: Boy Genius . A Davis se le ocurrió una posible versión de la historia en unos pocos días. "Para ser honesto, cuando lo miré por primera vez, pensé: Oh, ¿por qué tiene que ser otra vez hormigas?" dijo Davis. "Pero cuanto más lo pensaba, dije, ¿y qué? Tiene tanto que ver con  The Incredible Shrinking Man  como con las otras películas de bichos. Es una historia completamente diferente".
Además, Hanks estuvo de acuerdo en que la historia podría ampliarse considerablemente (el libro original tenía solo 2,000 palabras). Alcorn tuvo una reacción inicial similar al proyecto como lo hizo Davis. "Mi primer pensamiento", recordó Alcorn, "era, 'no otra película de hormigas'. Pero mirando la historia real, esto realmente se trata de un niño pequeño y de cómo aprende sobre el mundo al tener que vivir debajo de la superficie ". Davis afirma que se sintió como un hipócrita cuando, mientras trabajaba en el guion, las hormigas carpinteras infestaron su casa y llamó a un exterminador.
La película se renderizó en DNA Productions '1400 - CPU render farm, gestionada por open-source Sun Grid Engine planificador de tareas . Los nodos comenzaron con Fedora Core 2 Linux con un moderno kernel 2.6.x, pero los nuevos nodos AMD Opteron están ejecutando Fedora Core 4 La mayoría de las aplicaciones son comerciales, incluyendo Maya, Lightwave 3D, Houdini, Massive y Pixar RenderMan.

## Lanzamiento
La película fue estrenada teatralmente el 28 de julio de 2006 por Warner Bros. Pictures y fue lanzada en DVD y Blu-ray el 30 de noviembre de 2006 por Warner Home Video.

## Recepción
La película recibió reseñas generalmente mixtas de parte de la crítica y la audiencia. En el sitio web Rotten Tomatoes tiene una aprobación de 62%, basada en 115 reseñas y con una calificación de 6.2/10, por parte de la crítica, mientras que de la audiencia tiene una aprobación de 42%.
La página Metacritic le ha dado una puntuación de 59 de 100, basada en 26 reseñas, indicando "reseñas mixtas". En el sitio IMDb, los usuarios le han dado una calificación de 5.9, basada en 30 771 votos. Debido a la recepción mayormente negativa y la pérdida de dinero en los gastos de la película en 3D, DNA Productions terminó cerrando sus puertas, haciendo que Davis cancelara la cuarta temporada de la serie Las Aventuras de Jimmy Neutron, el Niño Genio (2002-2006) también producida por DNA Productions.